# Dominika Biernat
Dominika Biernat (ur. 12 kwietnia 1982 w Gorlicach) – aktorka.

## Życiorys
Absolwentka Wydziału Aktorskiego łódzkiej PWSFTViT. Zaliczona przez tygodnik Polityka, kwartalnik "Notatnik Teatralny" do grona najlepszych młodych polskich aktorek.
Uhonorowana nagrodą "Gazety Wyborczej" dla najlepszej aktorki sezonu 2007/2008 w Teatrze Polskim w Bydgoszczy.
Nagroda aktorska na Festiwalu Prapremier za rolę C. w "Łaknąć".
Debiutowała w spektaklu "Tlen" w reżyserii Aleksandry Koniecznej w Teatrze Rozmaitości.
Gra w Teatrze Polonia w Warszawie, Teatrze Polskim Bydgoszczy.
Znaczące role teatralne w jej dorobku to m.in.: Wendla Bergman w "Przebudzeniu wiosny" w reżyserii Wiktora Rubina, Zura w "Nordost" w reżyserii Grażyny Kani, Kobieta 1 w "Starość jest piękna" w reżyserii Łukasza Kosa, 25 postaci w "Witaj/Żegnaj" w reżyserii Jana Klaty, C. w "Łaknąć" w reżyserii Łukasza Chotkowskiego, Sonia w "Płatonowie" w reżyserii Mai Kleczewskiej, Kaleka i Matka w "Babel" w reżyserii Mai Kleczewskiej.

## Filmografia
- 2006–2007: Kopciuszek − Zuzanna
- 2006: Inland Empire − głos kobiety
- 2007–2009: Tylko miłość − pielęgniarka
- 2009: Afonia i pszczoły − prostytutka
- 2010: Trzy uściski dłoni − Dagmara
- 2010: Non sono pronto
- 2012: W sypialni − pracownica kafejki internetowej
- 2012: Krew z krwi − kelnerka Ania (odc. 8)
- 2013: Prawo Agaty − sędzia (odc. 45)
- 2014: Komisarz Alex − Alina Lipińska (odc. 74)
- 2020: Sweat – Wiktoria